# 국도 제83호선 (이란)
국도 제83호선(Road 83, 페르시아어: جاده 83)은 골레스탄주의 다쉬리보른에서 출발하여 아자드샤르를 거쳐 셈난주의 샤루드까지 연결되는 총 연장 211km 구간을 가진 이란의 일반 국도이다. 그래서 이 도로는 엘부르즈산맥의 동북부를 연결시키는 길목으로 알려져 왔다.